# Atomgas
Mit Atomgas bezeichnet man Gase aus ungebundenen Atomen, die bei den gewählten Bedingungen (Temperatur, Druck) normalerweise nicht gasförmig wären, beispielsweise Metall-Atome. Es liegen also weder ionisierte Teilchen noch Moleküle vor.
Ein Atomgas zeigt bei Abkühlung nahe dem absoluten Temperaturnullpunkt gänzlich andere Eigenschaften als das klassisch, d. h. ohne Berücksichtigung der Quantenphysik, zu erwarten wäre. Deutliche Unterschiede zeigen sich zwischen einem solchen ultrakalten Atomgas aus Fermionen und einem aus Bosonen:
- in ultrakalten Atomgasen aus Bosonen kann man grundlegende Aussagen der Quantenstatistik testen, man kann mit atomaren Bose-Einstein-Kondensaten Interferenzexperimente durchführen oder Atomlaser herstellen.[1]
- ultrakalte Atomgase aus Fermionen geben die Möglichkeit, das Verhalten in Supraleitern zu simulieren[2] und die Physik der Neutronensterne zu untersuchen.